# Квантунский полуостров
Это статья о полуострове Гуаньдун на северо-востоке Китая. О южно-китайской провинции см. статью Гуандун.
Кванту́нский полуо́стров, также Гуаньду́н, (кит. трад. 關東, упр. 关东, пиньинь Guāndōng) — полуостров в северо-восточной части Китая.
В 1898 году Квантунский полуостров был арендован Российской империей, образовав с прилегающими островами Квантунскую область, а в 1903 году вместе с Приамурским генерал-губернаторством вошёл в состав Дальневосточного наместничества.
От названия полуострова происходит название Квантунской армии Японии.

## История
В период династии Цин весь Ляодунский полуостров административно был частью провинции Ляонин. В 1882 году Бэйянский флот создал военно-морскую базу и станцию снабжения углем в Люйшунькоу на южной оконечности полуострова Ляодун.
Во время первой японо-китайской войны (1894—1895) Японская империя оккупировала этот регион и по условиями Симоносекского мирного договора Япония получила в апреле 1895 года полный суверенитет над этим районом. Однако условия Симоносекского договора были оспорены уже в течение нескольких недель после его заключения в ходе тройственной дипломатической интервенции Германии, Франции и России, что вынудило Японию вернуть эту территорию Китаю.
В декабре 1897 года русские военно-морские суда вошли в гавань Люйшунькоу и стали использовать порт в качестве передовой базы для операций патрулирования в Японском море побережья северного Китая и Кореи. Уже тогда гавань Люйшунькоу стала называться Порт-Артур в документах и прессе Российской империи.
В марте 1898 года Россия официально арендовала Квантунский (Гуаньдунский) полуостров у Китая сроком на 25 лет. Арендуемая территория распространялась до северного берега залива Ядан (Yadang) на западной стороне полуострова, и до Пикоу (Pikou) в восточной его части.
Адмирал Е. И. Алексеев, командующий русским Тихоокеанским флотом, стал главой этой территории. К северу от арендованной территории была установлена нейтральная зона, которую Китай согласился не сдавать в аренду иностранным державам.
В 1899 году к северу от военно-морской базы в Порт-Артуре Россия основала город Дальний, который впоследствии стал городом Далянь.
В 1898 году Россия начала строительство Южно-Маньчжурской железной дороги к северу от Порт-Артура чтобы связать город Дальний с Китайской Восточной железной дорогой в Харбине.
Квантунский полуостров с прилегающими островами позднее составил Квантунскую область и в 1903 году вместе с Приамурским генерал-губернаторством вошёл в состав Дальневосточного наместничества.
По Портсмутскому мирному договору заключенному после окончания русско-японской войны (1904—1905) Япония заменила Россию в качестве арендатора этой территории. Порт-Артур был переименован японцами в Рёдзюн (Ryojun), а город Дальний — в Дайрен (Dairen).
В августе 1945 года полуостров был освобождён советскими войсками. В 1954 году безвозмездно передан правительством СССР Китаю.